# Nedy Vargas
Nedy de Vargas Marques (Rosário do Sul, 9 de maio de 1950), conhecido como Dr. Nedy, é um advogado criminalista e político brasileiro, foi eleito para um mandato como vice-prefeito na prefeitura de Canoas, no Rio Grande do Sul, em 2020.
Nedy assumiu como prefeito em exercício de Canoas em 31 de março de 2022, após o prefeito da cidade, Jairo Jorge, ser afastado pela justiça, devido a uma investigação de suspeita de desvios de recursos destinados à saúde do município. Nos primeiros 180 dias a frente a administração pública municipal, Nedy continuou as ações de governo de Jairo Jorge, porém após a renovação do afastamento pela justiça gaúcha, o vice-prefeito abandonou o prefeito e disse que iniciaria naquele dia o "Governo Nedy Vargas". Em 28 de março de 2023, após o TRF-4 entender que o caso era de competência da justiça federal, Jairo retornou ao governo afirmando que Nedy trabalhou para desfazer todas suas ações e que ali iniciaria um quarto mandato de Jairo Jorge.

## Carreira política
Nedy foi vereador de Canoas por seis mandatos consecutivos, de 1982 a 2006. No ano de 2008 concorreu à prefeitura de Canoas, mas acabou ficando em terceiro lugar, atrás de Jurandir Maciel e Jairo Jorge que venceu a primeira das 3 eleições no município.
Nedy também foi deputado estadual do Rio Grande do Sul por alguns meses em 2010, tentou reeleição no mesmo ano, porém não obteve sucesso em sua candidatura.
Em 2020, concorreu para vice-prefeito ao lado de Jairo Jorge pelo Solidariedade, sendo sua chapa eleita com 53,06% dos votos válidos do município. No ano seguinte mudou de partido para o Avante.
Dr. Nedy Marques assumiu como prefeito em exercício no dia 31 de março de 2021, após o afastamento do prefeito Jairo Jorge, alvo de denúncias da operação Copa Livre. Em 28 de março de 2023 retornou a cargo de vice-prefeito.